# Carol Hughes (femme politique canadienne)
Pour les articles homonymes, voir Carol Hughes et Hughes.
Carol Hughes, née le 26 novembre 1958 à Val Caron (Ontario), est une personnalité politique franco-ontarienne et canadienne. Députée à la Chambre des communes du Canada, elle représente la circonscription ontarienne d'Algoma—Manitoulin—Kapuskasing depuis 2008 sous la bannière du Nouveau Parti démocratique.
De 2015 à 2019, elle est vice-présidente adjointe de la Chambre et vice-présidente des comités pléniers. Elle a également été porte-parole du NPD en matière de santé des Premières Nations.

## Biographie
Carol Hughes a exercé des fonctions de représentante régionale pour le Congrès du travail du Canada et a travaillé pour les Services de probation et de libération conditionnelle à Elliot Lake et les Services de justice pour la jeunesse à Sudbury.